# Helicia attenuata
Helicia attenuata là một loài thực vật có hoa trong họ Quắn hoa. Loài này được (Jack) Blume miêu tả khoa học đầu tiên năm 1834.